# Halta Margeta
Halta Margeta, död 1690, var en finländare som avrättades för häxeri. 
Beata Persdotter, som satt häktad för trolldom i Jakobstad, uppgav att hon hört bonden Hans Abbors hustru berätta att dennas barn blivit förd till Blåkulla av halta Margeta. Fallet togs upp vid tinget i Pedersöre/Pietarsaari den 14 augusti 1689.
Hans Abbors hustru vittnade om att hennes dotter Maria 1687 inte hade orkat resa sig ur sängen efter midsommar, och att hon hade talat om för henne att halta Margeta hade fört henne till Blåkulla under natten. Maria hade uppgett att halta Margeta fört henne till en svart stuga med en kokande kittel där en stor hund spelade musik med svansen under bordet, och att hon hade piskat Maria med ormar då hon vägrat äta kodynga. Därefter var de tillbaka i moderns stuga, och Maria full av blåmärken. En man vid namn Michel uppgav att även han hade blivit förd till Blåkulla av Margeta på samma sätt som Maria, i hans fall när han var berusad. Halta Margeta ska också ha gjort en kvinna sjuk efter en konflikt kring ett par skor. 
Halta Margeta nekade till anklagelserna. De flertaliga vittnesmålen och utpekandet av Beata Persdotter bedömdes som försvårande. Hon dömdes till tolvmannaed; att jämte elva edshjälpare svära sig fri från anklagelserna. Hon dömdes slutligen till döden 12 augusti 1690. 
Halta Margeta tillhörde de sista personer som dömdes för häxeri i Finland. Vid ungefär samma tid, 1689, dömdes Beata Persdotter i Jakobstad och Erkki Antinpoika i Tenala till döden, men ingen av de domarna verkställdes. 1690 dömdes Gertrud Eriksdotter och Gertrud Larsdotter till döden i Korsholm/Mustasaari, men det är oklart om domarna verkställdes. Den kanske sista gången någon ställdes inför rätta för trolldom i Finland var Dordi Josefintytär i Kalajoki 1697, men hon frikändes 1699.